# Partit Nacional Progressista
El Partit Nacional Progressista (finès Kansallinen Edistyspuolue) fou unpartit polític finlandès d'ideologia liberal, actiu des de 1918 fins a 1951. Entre els seus membres més destacats hi ha Kaarlo Juho Ståhlberg i Risto Ryti, primer i cinquè president de Finlàndia, i Sakari Tuomioja.
El partit va deixar d'existir la primavera de 1951, ja que la majoria dels seus membres actius s'havien unit al Partit Popular Finlandès (Suomen Kansanpuolue). Un grup minoritari incloent Sakari Tuomioja va fundar la Lliga Liberal (Vapaamielisten Liitto).

## Resultats electorals

### Eleccions legislatives
| Any  | Vots              | Vots              | Vots              | Escons            | Escons            | Govern            | Pos.              |
| Any  | No.               | %                 | ± pp              | No.               | ±                 | Govern            | Pos.              |
| ---- | ----------------- | ----------------- | ----------------- | ----------------- | ----------------- | ----------------- | ----------------- |
| 1919 | 123,090           | 12.81             | Nou               | 26 / 200          | Nou               | Coalició          | 4t                |
| 1922 | 79,676            | 9.21              | 3.60              | 15 / 200          | 11                | Coalició          | 6è                |
| 1924 | 79,937            | 9.09              | 0.12              | 17 / 200          | 2                 | Coalició          | = 6è              |
| 1927 | 61,613            | 6.77              | 2.32              | 10 / 200          | 7                 | Suport extern     | = 6è              |
| 1929 | 53,301            | 5.60              | 1.17              | 7 / 200           | 3                 | Suport extern     | = 6è              |
| 1930 | 65,830            | 5.83              | 0.23              | 10 / 200          | 3                 | Coalició          | 5è                |
| 1933 | 82,129            | 7.41              | 1.58              | 11 / 200          | 1                 | Coalició          | = 5è              |
| 1936 | 73,654            | 6.28              | 1.13              | 7 / 200           | 4                 | Coalició          | 6è                |
| 1939 | 62,387            | 4.81              | 1.47              | 6 / 200           | 1                 | Coalició          | = 6è              |
| 1945 | 87,868            | 5.17              | 0.36              | 9 / 200           | 2                 | Coalició          | = 6è              |
| 1948 | 73,444            | 3.91              | 1.26              | 5 / 200           | 4                 | Oposició          | = 6è              |
| 1951 | No van participar | No van participar | No van participar | No van participar | No van participar | No van participar | No van participar |

### Eleccions presidencials
| Any  | Candidat              | 1a volta | 1a volta    | 2a volta | 2a volta    | 3a volta | 3a volta    | Resultat |
| Any  | Candidat              | Vots     | %           | Vots     | %           | Vots     | %           | Resultat |
| ---- | --------------------- | -------- | ----------- | -------- | ----------- | -------- | ----------- | -------- |
| 1925 | Risto Ryti            | 33       | 11 / 100    | 104      | 34,78 / 100 | 109      | 38,79 / 100 | Derrota  |
| 1931 | Kaarlo Juho Ståhlberg | 58       | 19,33 / 100 | 149      | 49,67 / 100 | 149      | 49,67 / 100 | Derrota  |
| 1937 | Kaarlo Juho Ståhlberg | 150      | 50 / 100    | 19       | 6,33 / 100  |          |             | Derrota  |
| 1940 | Risto Ryti            | 288      | 97,96 / 100 |          |             |          |             | Elegit   |
| 1943 | Risto Ryti            | 269      | 97,46 / 100 |          |             |          |             | Elegit   |
| 1946 | Kaarlo Juho Ståhlberg | 14       | 8,09 / 100  |          |             |          |             | Derrota  |